# Amata pedemontii
Amata pedemontii là một loài bướm đêm thuộc phân họ Arctiinae, họ Erebidae.